# Blatnica
Blatnica (1927–1946 „Turčianska Blatnica“; ungarisch Blatnica) ist eine Gemeinde in der Mittelslowakei zirka 18 Kilometer südöstlich der Stadt Martin.

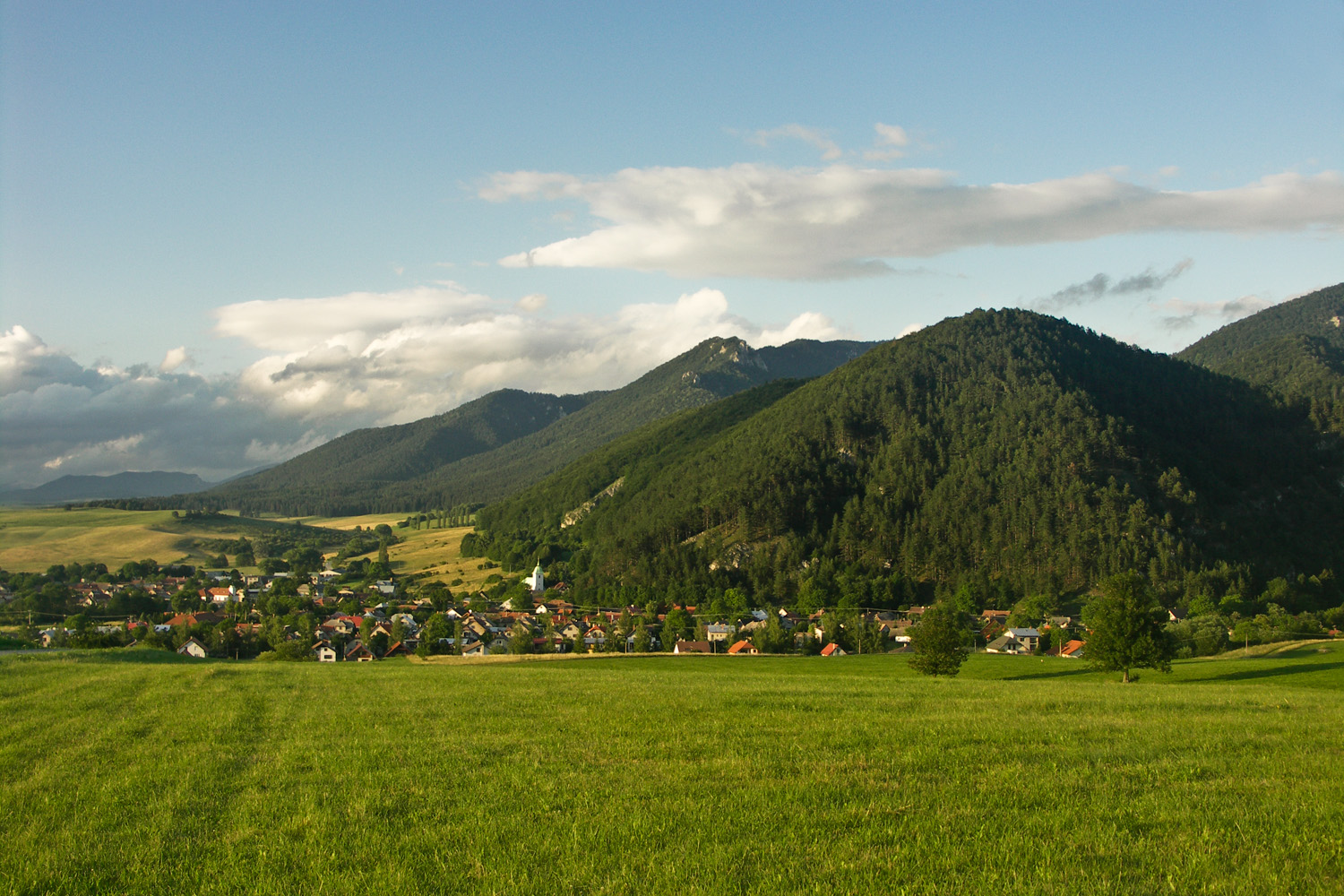
Blick auf den Ort und die umliegenden Berge

## Lage
Der Ort liegt am Fuß der Großen Fatra an der Vereinigung dreier Täler (Gaderská dolina, Blatnická dolina und Konský dol) und wird von der Ruine der Burg Blatnica gekrönt. In der Umgebung der Gemeinde befinden sich zahlreiche Erholungseinrichtungen.

## Geschichte
Der Ort ist ein alter Siedlungsplatz und eine wichtige archäologische Fundstelle. Es wurde hier eine Höhlensiedlung aus dem Äneolithikum, ein Massenfund aus der Bronzezeit und der römischen Zeit gefunden. Nach dem hier ausgegrabenen Schwert, einer Lanze und weiteren slawischer Besiedlung zuzuordnenden Funden aus der Zeit um 800 (Neutraer Fürstentum) wurde der archäologische Blatnice-Mikulčice Horizont benannt.
Der Ort wurde 1120 zum ersten Mal erwähnt. Er entwickelte sich als Landgemeinde im Schutze der Burg, später war er Zentrum des Safrananbaues und des Ölhandels, was auch einigen Wohlstand in den Ort brachte, wovon die typischen Häuser mit ihren großen Toren zeugen.
Nach 1808 wurden die mittelalterlichen Gemeinden Sebeslavce und Svätý Ondrej (nördlich des Hauptortes) eingemeindet.

## Bevölkerung
| Jahr                | 1994 | 2004    | 2014    | 2024     |
| ------------------- | ---- | ------- | ------- | -------- |
| Anzahl der Personen | 856  | 875     | 911     | 1074     |
| Unterschied         |      | +2,21 % | +4,11 % | +17,89 % |

| Jahr                | 2023 | 2024    |
| ------------------- | ---- | ------- |
| Anzahl der Personen | 1081 | 1074    |
| Unterschied         |      | −0,64 % |

## Sehenswürdigkeiten
- typische Häuser am Markt
- evangelische Kirche, klassizistische Toleranzkirche von 1785 bis 1786 mit Turm von 1815/1836
- katholische Kirche, gotisch aus dem 14. Jahrhundert und im 19. Jahrhundert klassizistisch umgestaltet
- barock-klassisches Kastell aus der ersten Hälfte des 18. Jahrhunderts
- spätbarockes Kastell aus dem zweiten Drittel des 18. Jahrhunderts
- Burg Blatnica, 1252 errichtet
- Múzeum Karola Plicku (Karol-Plicka-Museum)
- Siehe auch: Liste der denkmalgeschützten Objekte in Blatnica

## Persönlichkeiten
- Maša Haľamová (1908–1995), Schriftstellerin, Kinderbuchautorin und Übersetzerin